# Нижний Городец
Ни́жний Городе́ц — деревня в Брасовском районе Брянской области, в составе Веребского сельского поселения. 
 Расположена в 2 км к северо-востоку от села Чаянка. Население — 39 человек (2010).

## История
Упоминается с XVII века в составе Самовской волости Карачевского уезда; в 1778—1782 в Луганском уезде. С 1782 по 1928 гг. — в Дмитровском уезде Орловской губернии (с 1861 — в составе Хотеевской волости, с 1923 в Глодневской волости).
Бывшее владение Юрасовых, Бек и других помещиков; относилась к приходу села Чаянки.
С 1929 года — в Брасовском районе. С 1920-х гг. до 2005 года входила в Чаянский сельсовет.
| Годы      | 1858 | 1866 | 1893 | 1920 | 1979 | 1989 | 2002 | 2010 |
| --------- | ---- | ---- | ---- | ---- | ---- | ---- | ---- | ---- |
| Население | 332  | 345  | 429  | 506  | 224  | 115  | 81   | 39   |